# Lista över rollfigurer i Heroes
Detta är en lista över rollfigurer i den amerikanska TV-serien Heroes.
De karaktärer med gul markering i listorna nedan är karaktärer som avlidit. Läs mer i underartiklar där dessa finns. 

## Huvudkaraktärer
| Namn             | Spelas av          | Fakta | Hem      | Förmåga                   | Säsong |
| ---------------- | ------------------ | --- | -------- | ------------------------- | ------ |
| Bennet, Claire   | Hayden Panettiere  | Levde ett normalt liv som tonårstjej och hejarklacksledare i Odessa, Texas, tills hennes förmåga vände upp och ner på hela hennes tillvaro. Hon och hennes familj har fått fly ifrån The Company, men på senare tid sluppit detta.                              | CA       | Snabb cellförnyelse       | 1-4    |
| Coolidge, Emma   | Deanne Bray        | En döv kvinna som arbetar på samma sjukhus som Peter Petrelli. Hon uppfattar ljud som färger. | New York | Sinestesia                | 4      |
| Bennet, Noah     | Jack Coleman       | Har jobbat som agent åt The Company men lämnade jobbet när de tvingade honom lämna över Claire. Träffade Nathan och anslöt sig till DHS i deras jakt, eftersom han då ville skydda Claire.                                                                      | CA       | Ingen                     | 1-4    |
| Masahashi, Ando  | James Kyson Lee    | Vän och arbetskamrat till Hiro Nakamura. Hans förmåga kan förbättra andras förmågor samt ge ifrån sig röda blixtar som kan både skada och påverka på andra sätt.                                                                                                | Japan    | "Röda blixtar"            | 1-4    |
| Nakamura, Hiro   | Masi Oka           | Har jobbat som dataprogrammerare för Yamagato Industries, är nu VD för företaget efter hans fars bortgång. | Japan    | Rymd och tidsmanipulation | 1-4    |
| Parkman, Matt    | Greg Grunberg      | Har jobbat för NYPD, lider av dyslexi. Har tagit hand om Molly Walker tillsammans med Mohinder. | NY       | Telepati                  | 1-4    |
| Petrelli, Angela | Cristine Rose      | Den sista överlevande grundaren av "The Company", vilket hon nu även styr. Före detta fru till Arthur, mor till Peter och Nathan Petrelli. Kan se framtiden genom drömmar.                                                                                      | NY       | Precognition              | 1-4    |
| Petrelli, Nathan | Adrian Pasdar      | Senator och bror till Peter Petrelli. | NY       | Mänskligt flygande        | 1-4    |
| Petrelli, Peter  | Milo Ventimiglia   | Har arbetat som sjuksköterska, bror till Nathan Petrelli. Har haft förmågan "empatisk härmning" men efter den blev stulen och Peter skaffade sig på egen hand en förmåga på nytt har den blivit reducerad till att han kan ha kontroll över en förmåga i taget. | NY       | Replikerar förmågor       | 1-4    |
| Strauss, Tracy   | Ali Larter         | Har jobbat som politisk rådgivare för New Yorks guvernör. Niki Sanders tvillingsyster. Hennes förmåga är frysning, vilket innebär att hon kan kyla ned allting samt försöndra sig själv till flytande vatten.                                                   | DC       | Frysning                  | 3-4    |
| Sullivan, Samuel | Robert Knepper     | Ledergestalt på "Sullivan Bros. Carnival". | USA      | Terrakinesi               | 4      |
| Suresh, Mohinder | Sendhil Ramamurthy | Genetikprofessor, son till Chandra Suresh, kartlägger personer med övermänskliga förmågor. Har tidigare bott i Madras, Indien. | NY       | Övermänsklig styrka       | 1-4    |
| Sylar            | Zachary Quinto     | Seriemördare, tidigare urmakare, son till seriemördaren Samson Gray. Har nu blivit manipulerad och tror att han är Nathan Petrelli. | NY       | Intuitiv begåvning        | 1-4    |

### Tidigare huvudkaraktärer
| Namn            | Spelas av        | Fakta | Hem     | Förmåga                                   | Säsong |
| --------------- | ---------------- | --- | ------- | ----------------------------------------- | ------ |
| Bishop, Elle    | Kristen Bell     | Har jobbat för The Company, dödad av Sylar.                                                                        | NY      | Genererar elektricitet                    | 2-3    |
| Dawson, Monica  | Dana Davis       | Har jobbat på "Burger Bonanza". Micah Sanders kusin.                                                               | LA      | Adoptivt muskel imiterare                 | 2      |
| Deveaux, Simone | Tawny Cypress    | Konsthandlare, dotter till Charles Deveaux.                                                                        | NY      | Ingen                                     | 1      |
| Hawkins, D.L.   | Leonard Roberts  | Niki Sanders make.                                                                                                 | NV      | Infasning                                 | 1-2    |
| Herrera, Maya   | Dania Ramirez    | Flydde från Dominikanska republiken tillsammans med hennes tvillingbror Alejandro.                                 | NY      | Ingen, har kunnat utsöndra gift           | 2-3    |
| Mendez, Isaac   | Santiago Cabrera | Drogberoende konstnär, ligger bakom serietidningen 9th Wonders!. Blev mördad av Sylar.                             | NY      | Precognition = ser framtiden genom måleri | 1      |
| Monroe, Adam    | David Anders     | En av "The Companys" 12 grundare, levde på 1600-talet i Japan under namnet Takezo Kensei. Blev över 400 år gammal. | England | Snabb cellförnyelse                       | 2-3    |
| Sanders, Micah  | Noah Gray-Cabey  | Son till Niki och D.L. Går under aliaset "Rebel".                                                                  | NV      | Teknopati                                 | 1-3    |
| Sanders, Niki   | Ali Larter       | Mamma till Micah, gift med D.L. Hawkins. Schizofren som hade alter-egon vid namn Jessica och Gina.                 | NV      | Övermänsklig styrka                       | 1-2    |

## Övriga betydelsefulla karaktärer
| Namn             | Spelas av         | Fakta                                                                                            | Plats                     | Förmåga                  | Säsong |
| ---------------- | ----------------- | ------------------------------------------------------------------------------------------------ | ------------------------- | ------------------------ | ------ |
| Andrews, Charlie | Jayma Mays        | Servitris, blir mördad av Sylar                                                                  | Midland i Texas           | Förhöjt inlärningförmåga | 1      |
| Deveaux, Charles | Richard Roundtree | Simone Deveauxs pappa. En av "The Companys" grundare                                             | New York                  | Okänd                    | 1      |
| Iyer, Sanjog     | Javin Reid        | Pojke som hjälper Mohinder i Indien. Kan i drömmar hjälpa andra att hitta svar på viktiga frågor | Indien                    | Manipulerar drömmar      | 1      |
| Suresh, Chandra  | Erick Avari       | Far till Mohinder och Shanti Suresh, avliden (mördad) 2006                                       | New York, tidigare Indien | Ingen                    | 1      |